# Stetten (Austria)
Stetten è un comune austriaco di 1 356 abitanti nel distretto di Korneuburg, in Bassa Austria.